# Izabela Kastylijska (1283–1328)
Izabela Kastylijska, Isabel de Castilla y de Molina (ur. 1283, zm. 1328) – królowa Aragonii jako pierwsza żona króla Jakuba II Sprawiedliwego, i księżna Bretanii jako druga żona księcia Jana III. Wicehrabina Limoges.

## Życiorys
Izabela była najstarszą córką króla Kastylii – Sancha IV Odważnego i Marii de Molina. Rodzicami jej ojca byli: Alfons X Mądry i Jolanta Aragońska. Rodzicami jej matki byli: infant Alfons de Molina i Mayor Alonso de Meneses. Obaj jej dziadkowie byli ze sobą spokrewnieni.

## Małżeństwa
1 grudnia 1291, w mieście Soria, Izabela poślubiła Jakuba II, króla Aragonii. Ona miała wtedy jedynie osiem lat, a jej małżonek dwadzieścia cztery. Małżeństwo to nigdy nie zostało skonsumowane. Sancho IV zmarł 25 kwietnia 1295, a Jakub postanowił zerwać zawarte z Kastylią przymierze. Anulował swoje małżeństwo i rozpocząć przygotowania do ślubu z Blanką Andegaweńską, drugą córką Karola II Kulawego, króla Neapolu, i Marii Arpadowicz z Węgier.
Izabela przez prawie dekadę pozostała niezamężna. Wreszcie w 1310 w Burgos, w wieku 27 lat, poślubiła 24-letniego Jana III, księcia Bretanii. Jego pierwszą żoną była Izabela de Valois (1292–1309), córka Karola de Valois. Para nie miała razem dzieci.